# Тайбеков Єлубай Базімович
Єлубай Базімович Тайбеков (каз. Елубай Базимұлы Тайбеков; 15 травня 1901, аул Сабинди, тепер Акмолинська область, Казахстан — 19 січня 1991, тепер Казахстан) — радянський партійний і державний діяч, голова Ради міністрів Казахської РСР від 1951 до 1955 року. Член ЦК КПРС у 1952—1956 роках. Депутат Верховної ради Казахської РСР. Депутат Верховної ради СРСР 3—4-го скликань.

## Життєпис
В 11-річному віці почав працювати чабаном у бая. У 1922—1924 роках навчався в Оренбурзькому зооветеринарному технікумі, від 1924 до 1926 — в Оренбурзькій школі робітничо-селянської міліції середнього командного складу. 1926 року вступив до лав ВКП(б).
Від 1926 до 1930 року працював у Кустанайському окрузі: заступником начальника окружного адміністративного відділу (1926—1927), заступником прокурора округу (1927—1928), відповідальним секретарем Убаганського райкому ВКП(б) (1928—1929), начальником Карабаликської землевпорядкувальної партії (1929), начальником окружного адміністративного відділу (1929—1930). У 1930—1935 роках навчався в Сільськогосподарській академії імені К. А. Тимірязєва, після закінчення якої у 1935—1942 роках викладав у Казахському сільськогосподарському інституті. Кандидат економічних наук (1940). 1950 року закінчив курси перепідготовки при ЦК ВКП(б).
Від 1942 до 1958 року перебував на партійній і державній роботі:
- 1942 — заступник начальника політичного управління Народного комісаріату земельного господарства Казахської РСР;
- від 1942 року — другий, у 1944—1948 — перший секретар Актюбінського обкому КП(б) Казахстану;
- 1950—1951 — перший секретар Акмолинського обкому КП(б) Казахстану;
- У вересні 1951 — 31 березня 1955 року — голова Ради міністрів Казахської РСР;
- квітень 1955 — січень 1958[1] — голова виконавчого комітету Східноказахстанської обласної ради.

Від 1957 до 1977 перебував на науковій та викладацькій роботі:
- 1957 — директор Казахського НДІ кормів і пасовищ;
- 1957—1961 — академік-секретар відділення економіки й організації сільського господарства Академії наук Казахської РСР;
- 1961—1963 — ректор Казахського сільськогосподарського інституту, потім там же керував кафедрою, доцент.

Делегат XIX з'їзду КПРС (1952); член ЦК КПРС (1952—1956). Депутат Ради Союзу Верховної ради СРСР 3-го (1950—1954) й 4-го (1954—1958) скликань.
Від 1977 року на пенсі; персональний пенсіонер союзного значення.

## Нагороди
- орден Жовтневої Революції
- орден Вітчизняної війни І ст.
- два ордени Трудового Червоного Прапора
- два ордени Дружби народів (1986, 1990)
- орден «Знак Пошани»
- медалі
- Заслужений працівник вищої школи Казахської РСР